# フォイヒトヴァンゲン
フォイヒトヴァンゲン (ドイツ語: Feuchtwangen, ドイツ語発音: [ˈfɔ‿yçtvaŋən]) は、ドイツ連邦共和国バイエルン州ミッテルフランケンのアンスバッハ郡に属す郡所属市。137 km²の面積を持つミッテルフランケン行政管区に属す市町村中、最も広い市である。

## 地理

### 川
ヴェルニッツ川の支流であるズルツァハ川が、フォイヒトヴァンゲンを貫いて流れている。

### 隣接する自治体
シュネルドルフ、ヴェルニッツ、ドムビュール、アウラハ、ヘリーデン、ヴィーゼト、デントライン・アム・フォルスト、デュルヴァンゲン、ショプフロッホ、ディンケルスビュール（以上、バイエルン州アンスバッハ郡）、クレスベルク（バーデン＝ヴュルテンベルク州、シュヴェービッシュ・ハル郡）

## 歴史
フォイヒトヴァンゲンの起源は、818年または819年に初めて文献上言及されるベネディクト会修道院に由来する（「そこそこ裕福な」と記されている）。修道院の様子は、991年から995年にかけて修道士フロウムントと修道院長ヴィーゴの間で交わされた16通の手紙からうかがうことができる。遅くとも1197年にはフォイヒトヴァンゲンに司教座教会参事会が組織された。司教座教会参事会員に、修道士はおらず、それぞれの家を持ち、そこから参事会教会での聖務に参加した。
この修道院の近くには昔から村落居住地が存在していた。シュタウフェン家の皇帝により、1150年から1178年の間に都市権が授けられた。また、1241年頃には帝国自由都市となった。このようにフォイヒトヴァンゲンは、2つの部分からなっていたのである。一つは、ウンテレ・トアシュトラーセ（下の門通り）とポストガッセ（郵便局小路）を結ぶラインから南側の帝国自由都市、その北側の参事会都市である。この都市は、ローテンブルクやディンケルスビュールといった周辺の帝国自由都市とともに、諸侯に対して共通の利益を主張するためのシュヴァーベン都市同盟を結成した。一方、フォイヒトヴァンゲンは、交通の便の良い位置にあり、何度も王の借金の担保にされた。1376年にはついに、参事会都市部分も含めてニュルンベルク城伯（後のブランデンブルク＝アンスバッハ辺境伯）に担保に出され、そのまま編入されてしまった。市民達は、もはや身請けすることができず、フォイヒトヴァンゲンの自由都市としての期間は比較的短命に終わった。

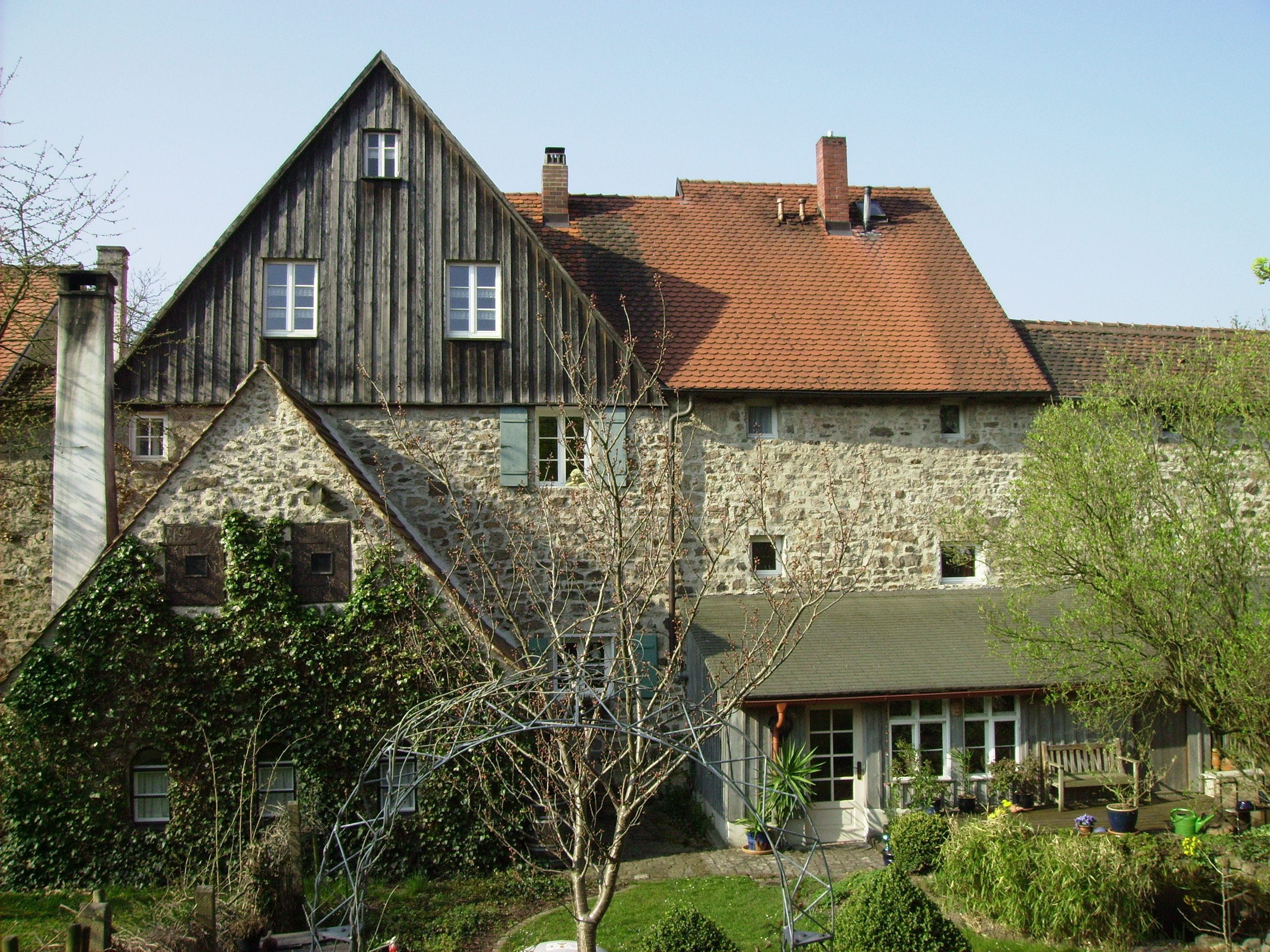
市壁の一部

1388年のシュヴァーベン同盟による都市破壊の後、フォイヒトヴァンゲンの両地区は、1400年頃に共通の市壁を建設した。これにより町の一体化が進んだ。辺境伯領の都市、オーバーアムト（上級地方行政庁）の所在地として重きを成し、15世紀から16世紀に最盛期を迎えた。ドイツ農民戦争の争乱は、宗教改革の拡大を招き、1533年に辺境伯領全土がプロテスタント化した。司教座参事会は、1563年に廃止され、その地所は辺境伯領に編入された。三十年戦争は、特に1631年のティリー伯軍の雑兵達による略奪をはじめ、多大な艱難辛苦をこの町にもたらした。1632年、1634年とスウェーデン軍、皇帝軍の攻防が続き、この町とその周辺地域が立ち直るにはその後数十年の時間を要した。
1791年までフォイヒトヴァンゲンは、ブランデンブルク＝アンスバッハ辺境伯の行政庁所在地であった。子供に恵まれなかった最後の辺境伯カール・アレクサンダーは、自身の所領をプロイセンに譲渡した。その14年後にはフランス軍が短期間これを受け継ぎ、さらに1年後の1806年にバイエルン領となった。フォイヒトヴァンゲンには行政庁から再編された地方裁判所と地区裁判所が置かれた。

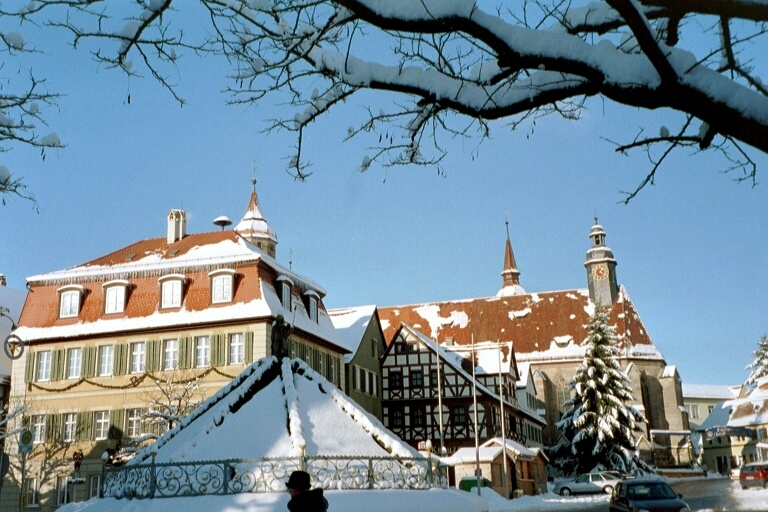
マルクト広場の雪景色

19世紀の長い平和の時代に、この町はその様相を変えていった。下の門塔は、市の他の防衛施設の一部とともに取り壊された。1811年には市の南部にあった施療院（シュピタール）も撤去された。一方、鉄道ニュルンベルク - クライルスハイム線の支線がこの町を通って敷設された。こうした発展はしかし、19世紀から20世紀の2つの世界大戦まで停滞することとなった。現在はフォイヒトヴァンゲン市の市区となっている多くの集落が2つの大戦で被害を受けたが、フォイヒトヴァンゲン自身は無傷であった。
戦後は、故郷を逐われた人々の移住により、人口が増加した。また、フォイヒトヴァンゲンはドイツ連邦軍の駐屯地にもなった。市町村再編により、行政庁都市の機能を失ったものの、10の近隣町村が合併し、バイエルン州でもトップ10に入る広大な市となった。1997年には兵舎が廃止され、その2年後にバイエルン建築アカデミーの建築技術課程修了後継続学習施設が、旧兵舎を利用することとなった。2000年にはカジノ・フォイヒトヴァンゲンがオープンし、2005年には最大来客者数を更新し、バイエルン州の全カジノ中最高の売り上げを記録した。

### 宗教
- 68.3% プロテスタント
- 20.0% カトリック
- 11.7% その他の宗教

### 市の構成

#### 市町村合併
1972年にそれまで独立した自治体であった10の町村と合併した。

#### 地区
本市は、公式には91の地区 (Ort) からなる。このうち小集落や孤立農場などを除く集落を以下に列記する。
| - アイヒャウ - アイヒェンツェル - アルヒスホーフェン - バンツェンヴァイラー - ベルクナーツェル - ベルナウ - ビーバーバッハ - ブライテナウ - ドルフギューティンゲン - フォイヒトヴァンゲン - ゲーレンベルク - ハイルブロン - ヘルンシャルバッハ - ヒンターブライテンタン - カルテンブロン | - クラプフェナウ - キューンハルト・アム・シュレーゲル - ラリーデン - リヒテナウ - メーゲルスブロン - モースバッハ - オーバーアホルン - オーバーランスバッハ - ライヒェンバッハ - リスマンシャルバッハ - レーデンヴァイラー - ザンクト・ウルリヒ - ザイデルツェル - ゾンメラウ | - シュパーバースバッハ - シュタインバッハ - タウバーシャルバッハ - テュルンホーフェン - トリブール - ウンゲーツハイン - ウンターアホルン - フォルダーブライテンタン - ヴェールモイゼル - ヴァイカースドルフ - ツェードルフ - ツィッシェンドルフ - ツームベルク - ツームハウス |

### 紋章
図柄: 銀地。緑の大地に緑のトウヒの木。
14世紀から18世紀までは、黒い鷲が市の紋章で、トウヒは元々、対外的な官庁や地方裁判所を象徴する二次的な紋章であった。フォイヒトヴァンゲンは1819年から、トウヒの紋章を、市の唯一の紋章として用いている。

### 友好都市
- ラーナ （イタリア、トレンティーノ＝アルト・アディジェ州）
- Morhange （フランス、モゼル県）

## 文化と見所

### 博物館
- フォイヒトヴァンゲン・フランケン博物館
- ドイツ歌手協会の歌謡博物館
- ロマネスク回廊の手工芸資料室

### 年中行事
- 毎年、フォイヒトヴァンゲンのマルクト広場で開催される旧市街祭。
- 毎年6月半ばから8月半ばに行われるフォイヒトヴァンゲン回廊演劇。
- 毎年9月後半にモースヴィーゼントのモースヴァイーゼント祝祭広場で行われる大民俗祭。
- ゾンマーフュールフェスティバル（夏を感じるフェスティバル）は、ゾンマーフュール協会が主催する様々なバンドが参加する小さな文化祭である。

### 歴史的旧市街
- マルクト広場: ドイツ文化財ハンドブックでは、「フランケンの祝祭ホール」と表現されている。
- マルクト広場のローマの泉: 地場産業の守護女神であるミネルウァの像がある。
- 参事会教会: かつてはベネディクト会の修道院教会だった建物で、ミヒャエル・ヴォルゲムートの祭壇画を持つ。
- ヨハネ教会: かつての教区教会で、現在は受洗聖堂となっている。
- ロマネスク回廊: 12世紀後半の建築で、上階は手工芸資料室になっている。
- 1400年頃から建設された市壁の多くの遺構。
- 博物館通り、下の門通り、ヒンデンブルク通りの周辺の町並み
- シュピッツェンベルクの前あるいは裏通りの路地
- フォルシュトアムトガルテンの小ギャラリー: 日曜芸術家達の展覧会が交替に行われている。
- ヒンデンブルク通りの「上の門」: かつて3つあった市門のうち、唯一の遺構。「下の門」は19世紀に交通の便のために取り壊され、「シュピタール門」は、火災で損傷し、撤去された。
- カステン: 木組み建築。元々はペーター＝パウル礼拝堂であったが、後に、参事会が大農場から集めた年貢を貯蔵する納屋として使われ、1982年からは市立ホールに利用されている。
- 鳩の泉: 市の創設神話を伝える泉である。
- 下の門通りの消防道具の展示スペース。
- 博物館通りのフランケン博物館: 南ドイツで最も美しい民俗文化博物館の一つである。
- 歌謡博物館: ドイツで唯一の合唱博物館。

## 経済と社会資本

### 交通
道路交通
フォイヒトヴァンゲンは、連邦道B25号線、アウトバーンA6号線、A7号線（フォイヒトヴァンゲン／クライルスハイム・ジャンクション）沿いに位置している。かつてシュヴェービッシュ・ハルとアウラハとを結んでいた連邦道B14号線は、地方道2218号線および1066号線に降格された。この道路は、シュヴェービッシュ・ハルからイルスホーフェン、クライルスハイム、フォイヒトヴァンゲンを経由してアウラハに至っていた。
鉄道
フォイヒトヴァンゲンは、バイエルン国立鉄道が区間を分けて開業したネルトリンゲン - ドムビュール線沿いに位置している。1876年4月15日 ドムビュールからフォイヒトヴァンゲンまでが開業。1881年6月1日 ディンケルスビュールまでが延長された。ディンケルスビュール - ネルトリンゲン間はすでに1876年に開業していた。
この路線は一度操業停止となったが、1985年6月1日からバイエルン鉄道博物館が、フォイヒトヴァンゲン経由（2006年からはフォイヒトヴァンゲン発も設けられた）の気動車による不定期な旅客輸送を行っている。

### 公衆衛生
フォイヒトヴァンゲンには、80床の郡立病院がある。この病院は2003年1月1日から、ローテンブルク、フォイヒトヴァンゲン、ディンケルスビュールの病院で組織するアンスバッハ郡病院連盟に加盟した。この病院は、リウマチ科と内科を専門領域とする。この他に、社会奉仕機関、老人ホームがそれぞれ一つずつ、それに多くの薬局がある。

### 主要な産業分野
- プラスチック加工業（バンパー製造、自動車部品の供給、チューブ（医療用を含む）製造、断熱材用スポンジ）
- 紙産業（包装業、三角パック製造、封筒、医療用包装材料）
- 金属産業（金属部材の特殊加工）
- ガラス製造、多孔性コンクリート、飼料製造

### 地元企業
フォイヒトヴァンゲンの工業地域には、多くの大企業の支社がある。

### 教育
- 自然科学、近代語学のギムナジウム

## 出身者
- 修道士フロウムントと修道院長ヴィーゴ（991年から995年に16通の書簡を遺したベネディクト会修道士）
- ヴァルター・フォン・デア・フォーゲルヴァイデ、詩人
- コンラート・フォン・フォイヒトヴァンゲン、ドイツ騎士団総長
- ジークフリート・フォン・フォイヒトヴァンゲン、ドイツ騎士団総長
- アンドレアス・フォン・グンデルスハイマー (1668 - 1715) ルイ14世時代の医師、植物学者、探検家。皇帝フリードリヒ1世およびフリードリヒ・ヴィルヘルム1世の侍医を務めた。
- ヨハン・フォン・ゾルトナー (1776 - 1833) 測地学者、天文学者
- カール・アルトマン (1800 - 1861) 画家
- アダルベルト・シュニッツライン (1814 - 1868) 植物学者
- エルンスト・グラーザー (1860 - 1929) エアランゲン大学の教授、外科部長
- ゲオルク・フュルスト (1870 - 1936) 軍楽隊指揮者、作曲家
- クラウス・シュミット (1953 - ) 考古学者
- マヌエル・フェン (1969 -) 演出家
- コルネリア・ドゥムラー (1982 - ) バレーボール選手、ドイツ代表チーム選手

## 引用
1. ↑  https://www.statistikdaten.bayern.de/genesis/online?operation=result&code=12411-003r&leerzeilen=false&language=de Genesis-Online-Datenbank des Bayerischen Landesamtes für Statistik Tabelle 12411-003r Fortschreibung des Bevölkerungsstandes: Gemeinden, Stichtag (Einwohnerzahlen auf Grundlage des Zensus 2011)
2. ↑  Max Mangold, ed (2005). Duden, Aussprachewörterbuch (6 ed.). Dudenverl. p. 329. ISBN 978-3-411-04066-7
3. ↑  Bayerische Landesbibliothek Online